# Randy Blythe
Randy Blythe, właśc. David Randall Blythe (ur. 21 lutego 1971 w Richmond w stanie Wirginia) – amerykański wokalista i autor tekstów, a także producent muzyczny. Randy Blythe znany jest przede wszystkim z występów w grupie muzycznej Lamb of God, która powstała na kanwie formacji Burn the Priest. W 2012 roku jako wokalista koncertowy wspierał zespół Cannabis Corpse.
Wystąpił ponadto gościnnie na płytach takich wykonawców jak: Gollum, Bloodshoteye, A Life Once Lost, Overkill, Jamey Jasta, Haste, Pitch Black Forecast, Gojira, The Kris Norris Projekt, Shadows Fall, Downspell oraz Chthonic.
30 listopada 2012 roku czeska prokuratura złożyła przeciw niemu akt oskarżenia stawiając zarzuty uszkodzenia ciała, które doprowadziły do śmierci uczestnika koncertu w Pradze 24 maja 2010 roku. Podczas koncertu Randy Blythe miał zepchnąć ze sceny 19-letniego mężczyznę z publiczności, który w wyniku tego odniósł obrażenia i po 14 dniach zmarł w szpitalu. 27 czerwca 2012 roku Blythe został zatrzymany w Czechach i tymczasowo aresztowany. 2 sierpnia został zwolniony z aresztu po wniesieniu kaucji w wysokości ok. 400 000 dolarów. Blythe został uniewinniony ze wszystkich postawionych mu zarzutów 5 marca 2013.

## Publikacje
- Randy Blythe, Dark Days: A Memoir, Da Capo Press, 2015, ISBN 978-0-306-82314-5

## Dyskografia
- Haste - The Mercury Lift (2003, gościnnie śpiew)
- Gollum - Lesser Traveled Waters (2004, gościnnie śpiew)
- Bloodshoteye - Without Any Remorse (2004, gościnnie śpiew)
- A Life Once Lost - Hunter (2005, gościnnie śpiew)
- Overkill - Immortalis (2007, gościnnie śpiew)
- A Life Once Lost - Iron Gag (2007, gościnnie śpiew)
- Pitch Black Forecast - Absentee (2008, gościnnie śpiew)
- Gojira - The Way of All Flesh (2008, gościnnie śpiew)[9]
- The Kris Norris Projekt - The Ghostly Shell EP (EP, 2008, gościnnie śpiew)[10]
- Gollum - The Core (2009, gościnnie śpiew)[11]
- The Kris Norris Projekt - Icons of the Illogical (2009, gościnnie śpiew)[12]
- Shadows Fall - Retribution (2009, gościnnie śpiew)[13]
- Downspell - 7 Dead, 6 Wounded... (EP, 2010, gościnnie śpiew)[14]
- Jamey Jasta - Jasta (2011, gościnnie śpiew)
- ChthoniC 閃靈 - 醒靈寺大決戦 / Final Battle at Sing Ling Temple (DVD, 2012, gościnnie śpiew)[15]
- Metal Allegiance - Metal Allegiance (2015, gościnnie śpiew)[16]

## Filmografia
- Metal: A Headbanger’s Journey (2005, film dokumentalny, reżyseria: Sam Dunn, Scot McFayden)[17]
- Get Thrashed (2006, film dokumentalny, reżyseria: Rick Ernst)[18]
- Working Class Rock Star (2008, film dokumentalny, reżyseria: Justin McConnell)[19]
- Why You Do This (2010, film dokumentalny, reżyseria: Michael Dafferner)[20]
- As the Palaces Burn (2014, film dokumentalny, reżyseria: Don Argott)[21][22]